# Западно-канадский инуитский язык

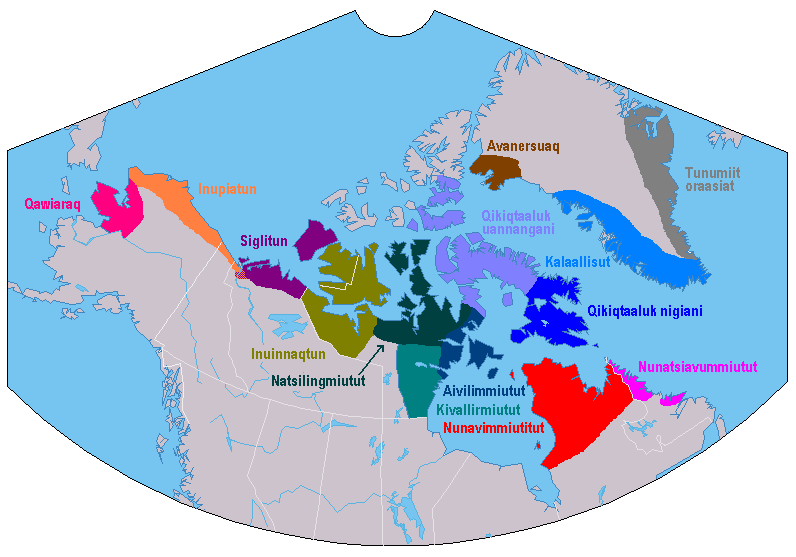
Распространение инуитских языков

Западно-канадский инуитский язык (западный инуктитут, западно-канадский инуит, западноканадский инуктитут; Western Canadian Inuktitut, Western Canadian Inuit, Western Canadian Inupik) — один из двух инуитских языков, распространённых на территории Канады.
Включает следующие наречия (с запада на восток):
- - сиглитское наречие (маккензи, сиглитун) — исчезающий диалект к востоку от дельты Маккензи на севере Северо-Западных территорий (ранее также на севере Юкона); входит в понятие «инувиалуктун»
  - копперское наречие (инуиннактун, коппер, китлинермиут) — о. Виктория и прилегающий берег (2 тыс. чел.); в том числе диалект кангирьюармиутун (Kangiryuarmiutun), включаемый в понятие «инувиалуктун»
  - нетсиликское наречие (натсилик, натсилингмиутут)
  - наречие карибу (кивальское, киваллик, киватин, киваллирмиутут)